# ニューイヤー星調査行
- 藤子不二雄（読切） > 藤子・F・不二雄（著作） > SF短編 > 一覧 > ニューイヤー星調査行

「ニューイヤー星調査行」（ニューイヤーせいちょうさこう）は、藤子不二雄名義で発表された読み切り少年漫画。藤本弘（のちの藤子・F・不二雄）による単独執筆作。1981年（昭和56年）『マンガ少年』2月号に掲載。1990年（平成2年）にはOVAが発売された。以下では、基本的に漫画版について述べる（アニメ版は#アニメを参照）。

## あらすじ
地球から60000光年離れた銀河系の渦分子の先っぽにロルカル系第3惑星「ニューイヤー」があった。この名前は2133年の1月1日にフダラク探査隊が足跡を残したことから来ている。ただ、この星はあまりにも辺境であったため、ワープ航法が開発されてからもつねにその圏外にあったのである。しかし、そのニューイヤー星に注目する一人の学者がいた。その学者、バンボルグ博士はニューイヤー星の神話をヒントに、すべての惑星の祖先がこの星から旅立ったという暴論ともいえる仮説を立てた。2385年、バンボルグ博士を含む4人の調査隊はニューイヤー星へと降り立った。調査期間は地球時間で5か月（ニューイヤー星時間で6か月余り）。人が良い住民に支えられながら、調査はうまく進んでいるように見えたが……。

## 登場人物
助手
若い青年。頼み込んで助手として調査隊に参加する。星に到着した日の夜に、結果はどうあれ思い切り働こうと決意する。
バンボルグ博士
白髪、白い鼻ひげの男性。すべての宇宙文明がニューイヤー星から始まったという自分の仮説を実証するため調査隊を組織する。
イケガミ博士
短髪の若い男性。バンボルグの仮説をはじめて聞いた際には大いに興奮したが、星に到着した時点では少々非現実的すぎる説だと感じている。
ロッシュ博士
地質学を担当。鼻ひげの男性。バンボルグの仮説はまったく信じていないが、多額の報酬を目当てに調査隊に参加した。地質学担当隊員としての役目はきちんと果たしている。
ニューイヤー星の住民
自分から積極的に話そうとしないが気の良い人々。調査隊の調査初日には、白アリの塔のような巨大な高層住居に集団で住んでいる人々が登場する。同様の高層住居は数多く存在するが、その数は星の住民は把握していない。星の住民は純粋な採集生活を行っており、農耕や牧畜は行っていない。これは、ひとつ食べれば十分満足できる果物が星に生えているためではないかと思われる。約5億年前には石造建築の文明を栄えさせていた。
はずれ山のじいさま
部族の中の最年長者。新年ごとに一つ積み上げる習慣があるケルンの石が229個積み上がっていたため、229歳だと推測される。あらゆる星の神々がニューイヤー星を故郷とするという言い伝えを知っており、その神々が飛び立った谷は天変地異で地底深くにうずまっている事を伝える。
ニューイヤー星の少女
長い黒髪の少女。助手の青年の為に、わざわざ遠い湖から水を汲んでくる。

## アニメ
「藤子・F・不二雄のSF短編シアター」第2巻収録。「藤子・F・不二雄のSF短編シアター」他作品とは違い、キャラクターデザインは原作に近い。ラストシーンには原作にはないオリジナル場面とナレーションが挿入されている。

### キャスト
- バンボルグ博士 - 佐藤正治
- トミオ - 飛田展男
- イケガミ博士 - 堀之紀
- ロッシュ博士 - 二又一成
- ニューイヤー星少女 - 富沢美智恵
- ナレーション - 屋良有作
- 平野正人
- 河合義雄

### スタッフ
- 監督：出﨑哲
- 脚本：今泉俊昭
- 絵コンテ：加瀬充子、向後知一
- 演出：山口頼房
- 作画監督、キャラクターデザイン：清水恵蔵
- 美術監督：石垣努
- 原画：児玉和子、三谷章夫、山沢実、高木敏夫、桜井芳久、宇利動画
- 動画チェック：関口重晴
- 動画：坂本修司、白川悦子、中原清隆、岩倉和憲、村上暢康、森田実、韓一動画
- 背景：井上由美、長江剛、下野哲人、クローバーアート
- 制作進行：浅川真一
- 色彩設計：吉森良子
- 特殊効果：熊井芳貴
- 仕上：伊藤弘子、木村郁代、市村勇、小関裕子、和田美代子、永山利香、松藤宣江、大崎美樹、黒岩智子、高野千恵、三浦恵子、江成紀子、高見沢佐智子
- 撮影監督：広川二三男
- 撮影：松下力也、岩崎敦、武田純一、松平高吉、虫プロダクション、旭プロダクション
- 編集：井上潔、渡瀬祐子、薩川昭夫、植竹正幸、井上編集室
- 音響監督：明田川進
- 音楽：宮原恵太
- 効果：サウンドボックス
- 録音：安藤邦男
- 録音スタジオ：アオイスタジオ
- 音響製作：マジックカプセル
- 音響担当：三間雅文
- 製作協力：綿引勝美、メモリーバンク
- 音楽製作：小学館プロダクション、サウンド・スタッフ
- 協力：藤子プロ、少年サンデー編集部、コロコロコミック編集部、学習雑誌編集部
- 現像：東京現像所
- タイトル：マキ・プロ
- メカニカルデザイン：岩倉和憲
- プロデューサー：浅見勇（小学館）、清松信夫（東宝）、松崎義之（マジックバス）
- アニメーション製作：マジックバス
- 製作：小学館、東宝
- 発売元：小学館
- 販売元：東宝

### 主題歌
- オープニングテーマ
  - 無し
- エンディングテーマ
  - 『LOVE & PEACE』 歌：TWIGGY
  - 作詞作曲：堀井千賀子 編曲：TWIGGY ファンハウス